# Jezioro Rakowickie
Jezioro Rakowickie (również pol. Jezioro Rakowickie I i Jezioro Rakowickie II, Staw Rakowicki I, Staw Rakowicki II; pot. Żwirownia) – sztuczny zbiornik wodny znajdujący się na terenie Rakowic Wielkich i Rakowic Małych koło Lwówka Śląskiego, w gminie Lwówek Śląski, w powiecie lwóweckim, w województwie dolnośląskim powstały w wyniku zatopienia wyrobisk żwirowni. Jezioro jest największym zbiornikiem wodnym w granicach gminy Lwówek Śląski i jednym z większych w powiecie Lwóweckim.

## Informacje
Jezioro Rakowickie znajduje się w niecce lwóweckiej. Rozpoczyna się od południa, w miejscu elektrowni wodnej Rakowice w Rakowicach Wielkich, a kończy od strony północnej, miejscu łączącego się z rzeką Bóbr potoku Chmielnik. Obydwa jeziora rakowickie zajmują powierzchnię około 153 ha (w tym Jezioro Rakowickie I ok. 80 ha, a Jezioro Rakowickie II ok. 73 ha). Do zalewu od strony zachodniej przylega towarowa stacja kolejowa Rakowice Żwirownia w Rakowicach Wielkich. Zbiornik dzieli się na Jezioro Rakowickie I od strony południowej i Jezioro Rakowickie II od strony północnej. Jezioro przynależy do okręgu polskiego związku wędkarskiego w Jeleniej Górze.
W latach wcześniejszych Jezioro Rakowickie dzieliło się na 5 osobnych zbiorników, ale po powodziach i systematycznemu wybieraniu żwiru zbiorniki się połączyły. Kopalnia surowców mineralnych Rakowice Wielkie, działająca na terenie Jeziora Rakowickiego, zlokalizowana jest w obszarze wsi Rakowice Wielkie i Rakowice Małe, około 4 km w kierunku północno-zachodnim od miejscowości Lwówek Śląski.
Około 250 m na zachód od jeziora znajduje się niewielki zbiornik wodny o powierzchni 3,3 ha nazywany przez mieszkańców Rakowic Wielkich Oczkiem Rakowickim.

## Przyroda
Ze wschodniej brzegi zalewu pokryte są piaskami, a z zachodniej porośnięte są roślinnością – głównie drzewami i krzewami. Zbiornik wodny jest zarybiony, stąd często można spotkać wędkarzy. Jest tam dużo spadów i wypłyceń. W zbiorniku występują: karpie, okonie, leszcze, jazie, karasie, płotki, pstrągi, sandacze.

## Sport i rekreacja
Na terenie zalewu znajduje się niestrzeżone kąpielisko, dzikie plaże, przystań wodna i wypożyczalnia sprzętu wodnego.
W sezonie letnim odbywa się wiele wędkarskich konkursów plenerowych. Plażowicze mogą posilić się w punkcie gastronomicznych działającym przez cały rok. Ponadto dzieci mogą skorzystać z położonego nieopodal osiedlowego placu zabaw.

### Kąpielisko
Na terenie zalewu znajduje się niestrzeżone kąpielisko, na które wstęp jest bezpłatny. W sezonie letnim cieszy się zainteresowaniem wśród mieszkańców Lwówka Śląskiego i okolic.

### Imprezy
Kalendarz imprez wędkarskich:
- Zawody podlodowe,
- Mistrzostwa Koła,
- Zawody o Puchar Prezesa Koła,
- Zawody o Puchar „Czerwonego Raka”,
- Zawody o Puchar Starosty Lwóweckiego,
- Zawody o Puchar Lata Agatowego,
- Zawody o Puchar Burmistrza,
- Dzień Dziecka,
- Zawody i spotkania młodzieżowej szkółki wędkarskiej,
- Zawody nocne,
- Zawody feederowe,
- Zawody weteranów 55+,
- Zawody Zarządu Koła, jego organów i Straży Rybackiej[8][14].

### Kluby żeglarskie
Na terenie zalewu działa klub żeglarski „Czerwony Rak”.

### Wypożyczalnia sprzętu wodnego
Na zachodnim brzegu jeziora rakowickiego znajduje się wypożyczalnia sprzętu wodnego oferująca: kajaki, żaglówki, rowery wodne, banany wodne, motorówki, kanu.